# Едуар Тилж
Жил Жорж Едуар Тилж (фр. Édouard Thilges; Клерво, 17. фебруар 1817 — Луксембург, 9. јул 1904) је био луксембуршки политичар. Био је седамнаести премијер Луксембурга и на овом положају је провео три године, од 20. фебруара 1885. до 22. септембра 1888. године.